# ناحیه امت، شهرستان رنویل، مینه سوتا
ناحیه امت (به انگلیسی: Emmet Township) یک منطقهٔ مسکونی در ایالات متحده آمریکا است که در شهرستان رنویل، مینه‌سوتا واقع شده‌است.
 ناحیه امت ۹۰٫۰ کیلومتر مربع مساحت و ۲۵۹ نفر جمعیت دارد و ۳۲۴ متر بالاتر از سطح دریا واقع شده‌است.